# Клан Елфінстоун

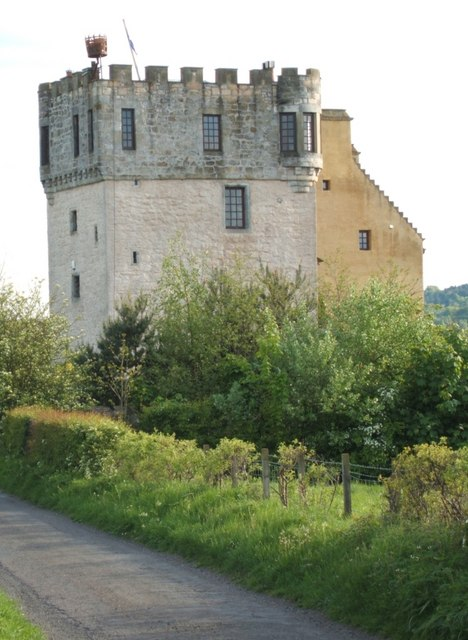
Замок Плен.

Клан Елфінстоун (шотл. - Clan Elphinstone, гельск. - Clann Erth) - клан Ерх - один з кланів рівнинної частини Шотландії - Лоуленду. 
Гасло клану: Cause causit - Причина причин (лат.)
Землі клану: Східний Лотіан
Вождь клану: Олександр Елфінстоун - барон Елфінстоун
Резиденція вождя клану: Замок Елфінстоун-тауер, Стірлінгшир
Союзні клани: Свінтон, Сетон

## Історія клану Елфінстоун

### Походження клану Елфінстоун
У давні часи клан називався гельською мовою Ерх (гельск. - Erth). Ця назва територіального походження - землі на яких жив клан називалися Айрх, Арьх (гельск. - Airth). Вони розташовані біля Плен в Стірлінгширі. У давнину клан збудував замок Плен. Перший замок клану Ерх був біля Траненту, що в Східному Лотіані. Вперше в історичних документах клан згадується в 1235 році щодо земель Східного Лотіану у справі Аллана Свінтона. У документі згадується назва клану Елфінстун (шотл. - Elfinstun). Імовірно, мова йде про Джона де Свінтона, що потім став Дженом де Елфінстун. 
Існує історичний переказ, що стверджує, що клан Елфінстун походить від фламандського лицаря, якого звали Гельфенштейн (флам. - Helphenstein). Є ще третя теорія, яка пояснює, що назва клану Елфінстоун походить від гельського виразу «Алпін тун» - Alpin tun - сидиба Алпіна. 

### XIV - XVII століття
Сер Джон де Елфінстон одружився з Маргарет де Сетон - племінницею Роберта Брюса. Один із нащадків Джона Вільяма Ельфінстона став ректором Кіркіміхел (шотл. - Kirkmichael). Вільям вивчав цивільне і канонічного права в Парижі, і зрештою став професором права у цьому університеті. Потім він став єпископом Абердіна в 1484 році і пізніше отримав посаду лорд-канцлера Шотландії. Вільям Елфінстон пізніше отримав гроші від Папи Олександра VI в 1494 році для заснування університету Абердіна.
Двоюрідний брат єпископа Вільяма Елфінстона - сер Олександр Елфінстон отримав титул лорда Елфінстоун від короля Шотландії Джеймса IV. Олександр Елфінстоун і король Джеймс були вбиті в битві під Флодден у 1513 році. Його син Олександр - інший Олександр Ельфінстон був убитий в битві під Пінкі Клев у 1547 році. 
У 1599 році IV лорд Елфінстоун був призначений суддею Верховного суду Шотландії.

### XVIII століття
Вожді молодшої гілки клану Елфінстоун Клану отримали титул лордів Балмеріно. Вони були переконаними якобітами і VI лорд Балмеріно був захоплений в полон після битви під Каллоден і обезголовлений в серпні 1746 року. 
ХІ лорд Ельфінстон був лейтенант-губернатором Единбурзького замку. 

### ХІХ - XX століття
Один з молодших братів XI лорда Елфінстоун - Джордж Кейт Елфінстоун був видатним військово-морським офіцером. Він служив на кораблях, що охороняли британські вантажі біля східного узбережжя Америки. Йому було даровано титул барона Кейт, потім він отримав титул віконта. 
У 1814 році племінник віконта - Вільям Джордж Ельфінстон був полковником британської армії і брав участь у битві під Ватерлоо в 1815 році. Пізніше він був призначений головнокомандуючим британської армії в Бенгалії в 1837 році і очолив фатальну і трагічну військову кампанію в Афганістані в 1841 році. 

## Вождь клану Елфінстоун
Нинішній вождь клану Елфінстоун  - лорд Олександр Ельфінстон змінив свого батька на цій посаді в 1994 році у віці 14 років.

## Замки клану Елфінтоун
- Замок Елфінстоун-тауер Фалкірк (шотл. - Elphinstone Tower Falkirk)
- Замок Плен (шотл. - Plean Castle)